# Dehio Kärnten
Das Dehio-Handbuch – Die Kunstdenkmäler Österreichs – Kärnten erschien 1976 als 1. Band einer 1974 vom österreichischen Bundesdenkmalamt begonnenen neuen österreichischen Dehio-Serie. Der Band wurde 2001 in einer dritten erweiterten und verbesserten Fassung neu veröffentlicht.

## Dehio Kärnten 1976
Ein knappes Kapitel zu Kärnten erschien 1932 im Dehio-Band Österreich I. Die neue Bearbeitung mit einem selbständigen Band 1976 baute auf umfangreichem Material von Karl Ginhart, welches er für eine Neuauflage zusammengestellt hat, auf. Karl Ginhart hat als Kunsthistoriker und Staatskonservator des Bundesdenkmalamtes bereits von 1929 bis 1934 in der Reihe Die Kunstdenkmäler Kärntens eine umfassende Darstellung der Kunstdenkmäler Kärntens veröffentlicht. Vom Institut für österreichische Kunstforschung des Bundesdenkmalamtes wurde eine systematische Bereisung der Objekte von 1973 bis 1975 durchgeführt.

## Dehio Kärnten 1981
In der Zweiten verbesserten Auflage von 1981 wurden Korrekturen und Ergänzungen im Rahmen des bestehenden Umbruches vorgenommen.

## Dehio Kärnten 2001
Mit der dritten erweiterten und verbesserten Auflage 2001 mit einem Ausbau von 848 auf 1157 Seiten kann durchaus von einer neuen Ausgabe gesprochen werden. Ergänzt wurden insbesondere die Profanbauten. Es wurde keine systematische Bereisung durchgeführt. Gabriele Russwurm-Biró hat mit Mitarbeitern des Landeskonservates und des Landesmuseums Kärnten die Ergänzungen erarbeitet und überprüft.